# Drosselverluste
Dieser Artikel wurde auf der  Qualitätssicherungsseite des Portals Auto und Motorrad eingetragen. 
Bitte hilf mit, ihn zu verbessern, und beteilige dich an der Diskussion. (+)
Drosselverluste sind alle in einem System an Drosselstellen auftretenden Druckverluste. Drosselstellen sind beispielsweise Drosselklappen, Ventile, Querschnittsverengungen, raue Oberflächen oder kleine Umlenkradien.
Drosselverluste gilt es so gering wie möglich zu halten. In der Entwicklung von Verbrennungsmotoren gehen die Bemühungen dahin, innerhalb des Ansaugsystems die Drosselverluste und damit die Ladungswechselarbeit zu vermindern, indem die Lastregelung durch variable Ventiltriebe und nicht mit einer Drosselklappe geschieht. 
Ventilsteuerungen, die die Drosselverluste reduzieren, werden von vielen Herstellern verwendet, jedoch unterschiedlich umgesetzt und benannt. Honda nennt sein System VTEC, bei Toyota heißt es Valvematik, bei Nissan Neo VVL, bei Mitsubishi MIVEC, bei Fiat Multiair, bei BMW Valvetronic und bei Porsche Variocam Plus. In allen genannten Fällen wird es in Kombination mit einer zusätzlich effizienz- und leistungssteigernden Verstellung der Ventilsteuerzeiten eingesetzt.
Eine andere Technik zur Reduktion von Drosselverlusten ist die Zylinderabschaltung, bei der ein Teil der Zylinder durch Abschalten des Zündfunkens und der Ventilöffnung deaktiviert wird, sodass die nicht deaktivierten Zylinder bei gleicher Motorleistung mit weiter geöffneter Drosselklappe betrieben werden können. Diese Technik wird z. B. von den Marken des Volkswagen-Konzerns eingesetzt.